# Palazzo Flangini

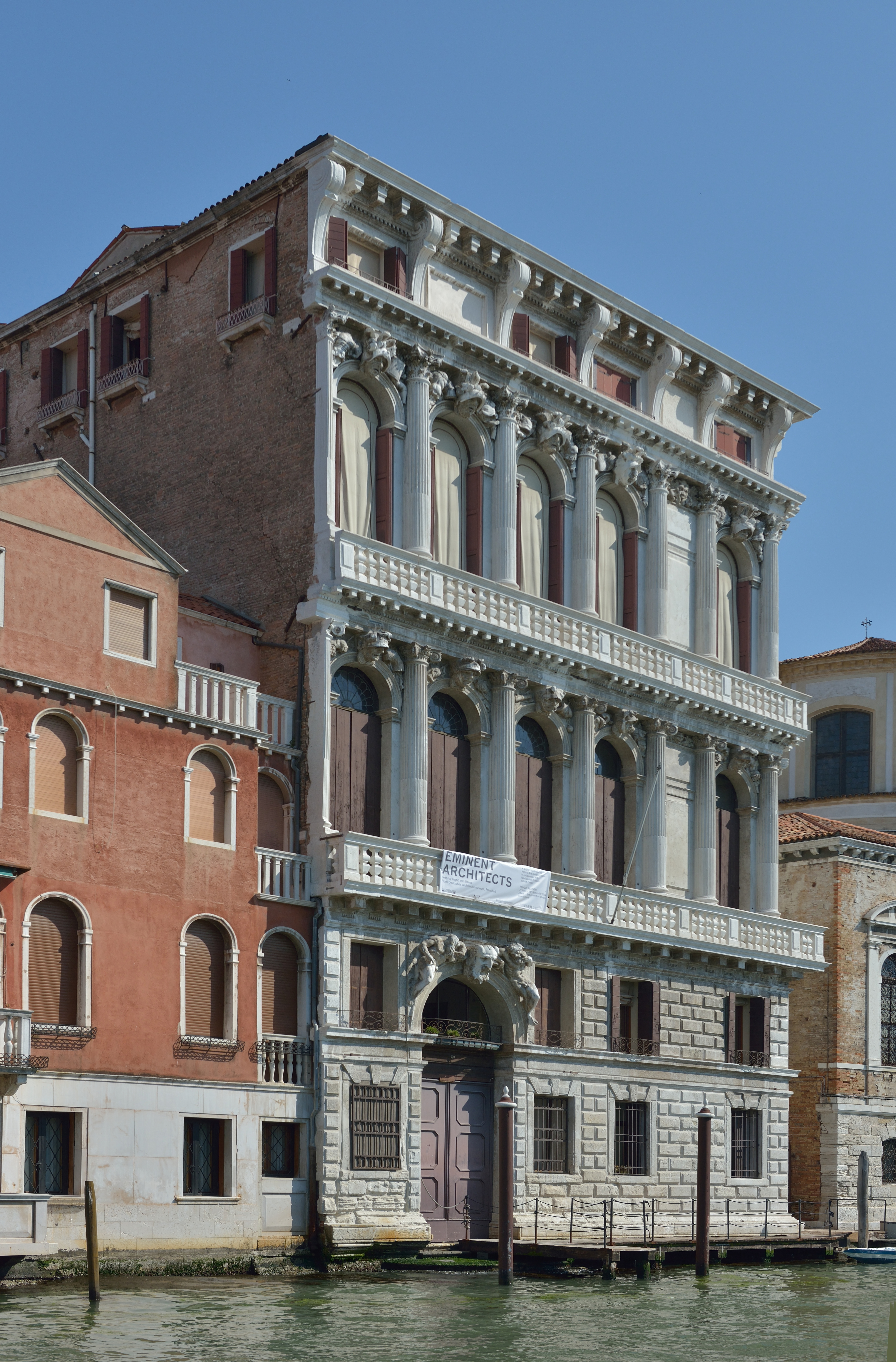
Palazzo Flangini

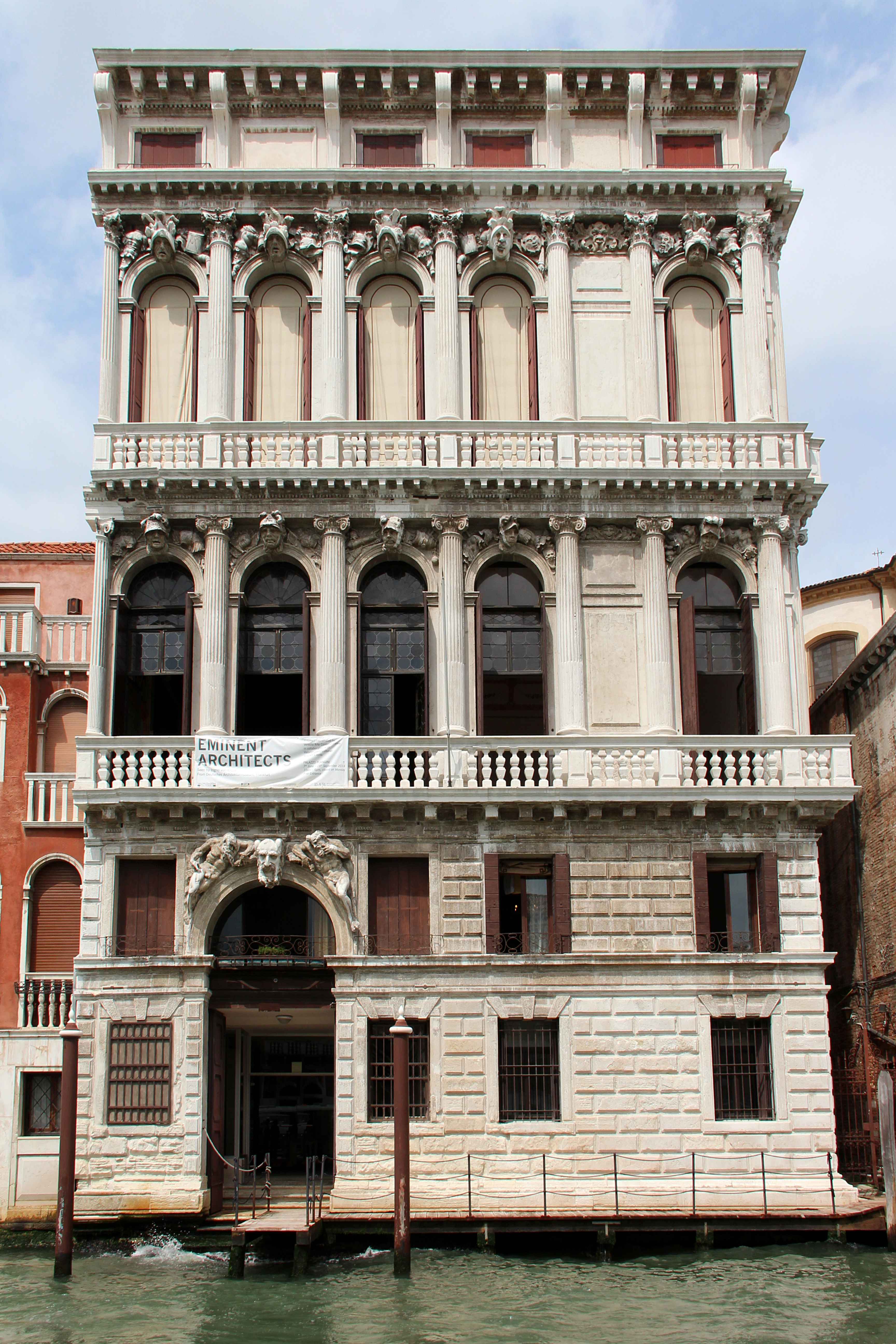
Fassade des Palazzo Flangini auf der Seite des Canal Grande.

Der Palazzo Flangini ist ein Palast in Venedig. Er liegt im Sestiere Cannaregio mit Blick auf den Canal Grande neben der Kirche San Geremia. Der Palast liegt unweit des Palazzo Labia.

## Geschichte
Der Architekt Giuseppe Sardi, ein Schüler von Baldassare Longhena, ließ den Palazzo Flangini 1664–1682 erbauen. Er gehörte der Familie Flangini, die ursprünglich aus Zypern kam. Nach dem Tod ihres letzten Vertreters, des Kardinals Ludovico Flangini, kam der Palast an die Familie Panciera.

## Beschreibung
Der Palast weist eine schmale und lange Fassade auf, aber man erkennt gut deren Asymmetrie. Der Architekt Giuseppe Sardi übernahm für die Hauptfassade die übliche Aufteilung in drei horizontale Abteilungen, um ihr Symmetrie zu verleihen, aber aus unerfindlichen Gründen gelang ihm dies nicht. Die Fassade zum Canal Grande hin hat ein Portal zum Wasser, das mit zwei männlichen Figuren geschmückt ist, die auf dem Bogen ruhen, zwei Hauptgeschosse mit Einzelfenstern und seitlichen Vierfachfenstern, unterstützt durch zusammengesetzte, ionische Halbsäulen, die mit durchgehenden Balkonen verbunden und deren Rundbögen mit Schlusssteinen verziert sind. Im Inneren sind wertvolle architektonische Elemente zusammen mit Verzierungen aus dem 18. Jahrhundert erhalten. Der Empfangssaal ist vollständig nach links verschoben, so wie der der Ca’ Tron. Bei dieser „Casa“ fielen die Fenster aber nicht weg, damit man die konstruktive Diskrepanz verbergen konnte.

## Besonderheiten
Es gibt viele Geschichten und Legenden über die offenkundige Asymmetrie des Palazzo Flangini. Dazu fehlt der gesamte rechte Flügel des Gebäudes. Der Palazzo sollte fast doppelt so breit werden, tatsächlich erscheint er aber hoch und asymmetrisch in der Anordnung der Türen und Fenster. Die am meisten genannte Annahme ist die, dass dem Palast ein Flügel fehlt, weil es der Familie Flangini nicht gelang, das Nebenhaus zu kaufen. Dagegen ist die Geschichte, in der es heißt, dass der Palast von zwei Brüdern erbaut wurde, die miteinander in heftigem Streit lagen, und dass der eine von beiden die Hälfte davon abreißen ließ, um den anderen zu ärgern, lediglich eine Legende.